# Хемороид
 Хемороидите  са васкуларни образувания в аналния канал, които помагат за контролирането на изпражненията. Те се превръщат в патологични или „израстъци“, когато са подути или възпалени. Тяхното физиологично предназначение е да служат като възглавница от артериално-венозни канали и съединителна тъкан.

## Признаци и симптоми
Симптомите на патологичните хемороиди зависят от вида им – дали са вътрешни или външни, като при повечето хора може да има комбинация от двата вида. Вътрешните хемороиди се проявяват с безболезнено анално кървене, а външните могат да проявят слаба симптоматика, но ако са тромбозни може да са съпровождени от значителна болка и подуване в областта на ануса. Много хора неправилно назовават всеки симптом около ректума и ануса „хемороиди“, но е необходимо да се изключат други възможни сериозни причини за симптомите.
Кървене, което да е достатъчно за да причини анемия, е рядкост, а животозастрашаващо кървене е още по-рядко. Много хора се срамуват от проблема си и най-често търсят лекарска помощ едва когато проблемът се задълбочил.

### Външни
Ако не са тромбозни, външните хемороиди могат да причинят по-малко проблеми. Когато обаче са тромбозни, хемороидите са много болезнени. Болката обикновено отминава за 2 – 3 дни. Подуването може да продължи няколко седмици. След заздравяването може да остане белег. Ако хемороидите са големи, може да създадат трудности за поддържане на личната хигиена, да предизвикат раздразване на заобикалящата ги кожа и сърбеж в областта на ануса.

### Вътрешни
Вътрешните хемороиди се проявяват с безболезнено, алено червено анално кървене по време на или след изхождане. Кръвта обикновено покрива изпражненията, състояние познато като хематохезия, или остава по тоалетната хартия или капе в тоалетната чиния. Самите изпражнения обикновено са нормално оцветени. Други възможни симптоми са слузест секрет, перианална маса (ако има пролапс през ануса), сърбеж и фекална инконтиненция. Вътрешните хемороиди обикновено са болезнени само ако са тромбозни или некротични.

## Причини
Точната причина за появата на симптоматични хемороиди е неизвестна. Смята се, че редица фактори играят роля, включително: нередовна дефекация (запек или диария), липса на физически упражнения, хранителни фактори (бедна на баластни вещества храна), повишено вътрекоремно налягане (поради продължително напрягане, асцит, вътрекоремно образувание или бременност), генетични фактори (слаби стени на ректума и др.), липса на клапани през хемороидните вени, стареене. Други фактори, за които се смята, че увеличават риска, са затлъстяване, застоял начин на живот, хронична кашлица и дисфункция на тазовото дъно. Неправилните тоалетни навици като продължително седене и неправилната стойка (държавите, в които изхождането традиционно става в клекнала поза, страдат по-рядко от хемороиди), прекомерно чистене с тоалетна хартия, стискане (потискане на позивите за дефекация) също могат да допринесат за появата на патологични хемороиди. Доказателствата за повечето от тези предположения са недостатъчни.
Недостатъчна хидратация (причинена от недостатъчно поемане на вода или пиене на прекомерно количество диуретични течности като кафе или кола) може да втвърди изпражненията, което довежда до дразнене на хемороидите.
По време на бременност натискът на плода върху корема и хормоналните промени предизвикват уголемяване на хемороидалните съдове. Раждането също води до увеличено вътрекоремно налягане. При бременните жени рядко се налага хирургично лечение, тъй като симптомите обикновено преминават след раждането.
Най-честите причини за хемороиди са:
- Запек – може да доведе директно до проблеми с хемороидите
- Прекомерно седене – може да доведе до значително подуване в областите около ануса и ректума
- Проблеми с теглото – отслабването може да ограничи шансовете за развитие на болезнени и досадни хемороиди
- Бременност – хемороидите са често срещан проблем при бременни жени
- Травма – нараняване на ануса и ректума може да доведе до подуване и образуване на хемороиди

## Патофизиология
Хемороидните възглавници са част от нормалната анатомия на човека и стават патологично заболяване само когато се появят анормални промени. Има три основни възглавници в нормалния анален канал. Обикновено са разположени в странична лява, предна дясна и задна дясна позиция. Те не се състоят нито от артерии, нито от вени, а от кръвоносни съдове, наречени синусоиди, съединителна тъкан и гладка мускулатура. Синусоидите нямат мускулна тъкан по стените си, за разлика от вените. Този набор от кръвоносни съдове е известен като хемороидален плексус.
Хемороидните възглавнички са важни за континенцията. Те допринасят за 15 – 20% от налягането за аналното затваряне в покой и защитават мускулите на аналния сфинктер по време на преминаването на изпражненията. При упражняване на натиск вътрекоремното налягане нараства и хемороидните възглавнички увеличават размера си, като спомагат за затварянето на ануса. Смята се, че хемороидните симптоми се появяват, когато тези васкуларни структури се плъзнат надолу или когато венозното налягане се увеличи прекомерно. Увеличено налягане на аналния сфинктер също може да е намесено в хемороидните симптоми. Срещат се два вида хемороиди: вътрешни – на горния хемороидален плексус и външни – на долния хемороиден плексус. Дентатната линия разделя двата региона.

## Диагностика
| Степен | Диаграма | Снимка              |
| ------ | -------- | ------------------- |
| 1      |          | Ендоскопичен изглед |
| 2      |          |                     |
| 3      |          |                     |
| 4      |          |                     |

Хемороидите обикновено се диагностицират чрез физически преглед. Визуален преглед на ануса и участъка около него може да диагностицира външни или пролапсни хемороиди. Ректален преглед може да се извърши за отхвърляне на други заболявания като тумори, полипи, уголемена простата или абсцеси. Този преглед може да наложи употребата на подходяща упойка, заради възможна болката, но повечето вътрешни хемороиди не са свързани с болка. Визуално потвърждаване на вътрешни хемороиди може да се извърши с аноскопия чрез устройство с куха тръба със светлина накрая. Има два вида хемороиди – външни и вътрешни. Те се различават по местоположението си спрямо дентатната линия. Някои хора могат да имат едновременно симптоми и на двата вида. Ако е налице болка, по-вероятно е да има анална фисура или външни хемороиди, а не вътрешни хемороиди.

### Вътрешни
Вътрешни хемороиди са тези, които са в областта над дентатната линия. Те са покрити със стълбовиден епителиум, който няма рецептори за болка. През 1985 г. е предложена класификация в четири категории, въз основа на степента на пролапс:
- Степен I: Няма пролапс. Само видими кръвоносни съдове.[11]
- Степен II: Пролапс при упражняване на натиск, но се прибира сам.
- Степен III: Пролапс при упражняване на натиск и се прибира само ръчно.
- Степен IV: Пролапс който не може да се прибере ръчно.

### Външни
Външни хемороиди са тези, които са в областта под дентатната линия. Те са покрити проксимално с анодерма и дистално с кожа, като и двете са чувствителни на болка и температура.

### Диференциална диагноза
Много аноректални проблеми, включително фисури, фистули, абсцеси, колоректален рак, ректални разширени вени и сърбеж имат подобни симптоми и могат да бъдат неправилно сметнати за хемороиди. Ректалното кървене може да е причинено от колоректален рак, колит, включително възпалително заболяване на червата, дивертикулит и ангиодисплазия. Ако е налична анемия, са възможени други причини.
Други състояния съпровождани от анални образувания са: акрохордони, анални кондиломи, ректален пролапс, полипи и разширени анални папили. Аноректални разширени вени, дължащи се на портална хипертония (кръвно налягане в порталната венозна система) може да наподобяват хемороиди, но са различно състояние.

## Профилактика
Препоръчват се множество профилактични мерки, включително да се избягват напъните при опитите за дефекация, да се избягват запек или диария, като се приема храна с високо съдържание на баластни вещества и се пие много вода, или да се приемат баластни вещества като хранителни добавки и да се правят достатъчно физически упражнения.  Препоръчва се да се прекарва по-малко време в опити за дефекация, да се избягва четенето в тоалетната, както и да се намали телесното тегло при хората с наднормено тегло и да се избягва вдигането на тежки предмети.

## Лечение
Първоначалното лечение на леки до умерени случаи на болестта се състои в увеличение на приема на баластни вещества, течности през устата за хидратация, НСПВС (нестероидни противовъзпалителни средства) за справяне с болката, почивка. Определени процедури могат да се приложат, ако симптомите са тежки или не се подобряват с консервативно лечение. Оперативното лечение се препоръчва на тези, които не се подобрят от процедурите. Около половината от хората могат да имат проблеми с хемороиди в някакъв етап от живота си. Изходът обикновено е добър.

### Консервативно лечение
Консервативното лечение обикновено се състои от приемане на храна, богата на баластни вещества, перорално приемане на течности, поддържане на хидратация, НСПВС, седяща вана и покой.  Доказано е, че повишеният прием на баластни вещества подобрява състоянието и може да се постигне чрез промяна в храненето или с приемането на баластни вещества.  Доказателства за подобрения от седящите вани в който и да е етап на лечението обаче липсват. Ако все се прилагат пак седящи вани, те следва да бъдат ограничавани до 15 минути.
Има налични много средства за лечение на хемороиди – кремове за мазане и супозиторни средства, но съществуват малко доказателства в подкрепа на ефективността им.  Съдържащи стероиди медикаменти не трябва да се прилагат за повече от 14 дни, тъй като може да причинят изтъняване на кожата.  Повечето медикаменти включват комбинация от активни съставки.  Тези средства включват: бариален крем като вазелин или цинкова паста, аналгетици, като например лидокаин и вазоконстриктори като адреналин . Ползата на флавоноидите е съмнителна, а има и потенциални странични ефекти. Симптомите обикновено преминават след бременност, поради което активното лечение често започва след раждането.

### Медицински процедури
Съществуват редица медицински процедури, които може да бъдат извършени в лекарски кабинет. Въпреки че обикновено те са безопасни, може да се получат рядко срещани странични ефекти като перианален сепсис.
- Ластично лигиране обикновено се препоръчва в началото на лечение при хемороиди 1-ва до 3-та степен. [11] Това е процедура, при която върху вътрешните хемороиди поне 1 см над дентатната линия се поставя ластик, който пресича кръвоснабдяването на хемороидите. „Изсъхналите“ хемороиди падат в рамките на 5 до 7 дни Ако ластикът е поставен твърде близо до дентатната линия, е възможно да се получат силни болки веднага след поставянето [7] Установено е, че процентът на излекуваните е около 87%[7], с усложнения до 3%. [11]
- Склеротерапията включва инжектиране на склерозант като фенол в хемороидите. В резултат на това венозните стени колабират и хемороидите се сбръчкват и изсъхват. Успеваемостта на лечението четири години след него е ~ 70% [7] и е по-висока от тази на ластичното лигиране. [11]
- Редица методи на изгаряне са показали, че са ефикасни за премахване на хемороиди, но обикновено се използват само когато другите методи са се оказали неуспешни. Тази процедура може да се направи с помощта на електрокаутеризация, инфрачервена радиация, инфраред коагулация, лазерна хирургия, [7] или криохирургия [18] При хемороиди 3-та или 4-та степен съществува голяма вероятност от повторна поява. [11]

### Оперативно лечение
При неуспешно приложени методи за консервативно лечение и по-прости процедури може да се приложат редица хирургически техники.  Всички хирургически процедури са свързани с известна степен на риск от усложнения, като например кръвоизливи, инфекция, анални стриктури и задържане на урина, поради непосредствената близост на нервите, снабдяващи пикочния мехур и ректума.  Съществува и малък риск от фекална инконтиненция (неспособност за задържане на изпражнения), особено на течност, , при около 0% до 28%  Ектропия на лигавицата (мукозна ектропия) също може да бъде причинена след хирургическо отстраняване на хемороидите (заедно със стесняване на аналния канал). Това е състояние, при което аналната лигавица излиза през ануса, подобно на лека форма на ректален пролапс.  При оперативното лечение се прекъсват кръвоносните съдове, които снабдяват хемороидалните възли. По този начин не се допуска повторно развитие на поява и рецидивите са изключително редки. Противопоказания за оперативно лечение са бременност, цироза, асцит, тумори в малкия таз. 
- Ексцизионалната хемороидектомия е хирургическо изрязване на хемороидите, което се прилага само при тежки случаи. [7] То се свързва със значителна следоперативна болка и обикновено налага 2 – 4 седмици за възстановяване. Въпреки това ползите в дългосрочен план са много по-добри при хемороидите от 3-та степен, в сравнение с процедурата с ластична лигатура. [23] Този тип лечение се препоръчва в случаи на тромбозирали външни хемороиди, ако се извърши в рамките на 24 – 72 часа. [6][11] Глицерил тринитратът е мехлем, който намалява болката и помага за по-бързото заздравяване.[24]
- Доплер-направляваната трансанална хемороидална деартеризация е процедура с минимално инвазивен характер, която използва ултразвуков доплер за точно определяне на местонахождението на артериалния кръвен приток. Тези артерии след това биват „отвързани“, а пролапсиралата тъкан се възвръща към нормалната си позиция. При тази операция съществува по-голяма възможност за повторна поява на хемороиди, но усложненията в сравнение с хемороидектомията са много по-малко. [7]
- Ушивната хемороидектомия, позната също като хемороидопексия, е процедура, която включва отстраняване на по-голямата част от необичайно уголемената хемороидна тъкан, последвана от репозициониране на остатъчната хемороидна тъкан обратно към нормалното ѝ анатомично положение. По принцип е по-малко болезнена и се свързва с по-бързи възстановителни и заздравяващи процеси спрямо пълното отстраняване на хемороидите. [7] Въпреки това обаче шансовете за повторна поява спрямо традиционната хемороидектомия са много големи, [25] като поради този факт операцията се прилага при хемороиди от 2-ра и 3-та степен. [11]

## Епидемиология
Трудно е да се установи колко често срещани са хемороидите, защото много хора страдащи от хемороиди не се консултират с лекар. Смята се, че поне 50% от населението на САЩ бива засегнато от симптоматични хемороиди в определен период от живота, както и че около 5% от населението в определен период страда от хемороиди.  И двата пола могат да имат приблизително еднаква честота на състоянието, като най-разпространено е при хора между 45 и 65-годишна възраст. По-често срещано е при европеидната раса и при хората с по-висок социално-икономически статус  Дългосрочните резултати обикновено са добри, въпреки че при някои пациенти могат да се получат повтарящи се симптоматични епизоди  При много малка част от пациентите се достига до хирургическо лечение. 

## История
Първото известно споменаване на това заболяване е от 1700 г. пр.н.е. в египетски папирус, в който се дава следният съвет:
"...Приготви по тази рецепта мехлем с голяма защита: листа от акация, смлени, смесени, сварени заедно. Намажи на лента от фина памучна тъкан от сместа и се постави в ануса, за да се възстанови веднага”  В 460 г. пр.н.е. в Корпус Хипократикум се обсъжда лечение, подобно на съвременното лигиране:
„И хемороидите може да се лекуват чрез пробождане с игла и завързване с много дебел вълнен конец и да не се пипат докато сами не паднат, като винаги се оставя един и когато пациентът се възстанови, да започне да се лекува с хелеборус „.“ Хемороидите може би са били описани и в Библията, като на места е използвана по-архаичната дума „емероди“. 
Целз (25 BC – AD 14) описва процедурите лигиране и ексцизия, като обяснява възможните усложнения Гален препоръчва прекъсване на връзката на артериите на вените, като твърди, че така се намалява болката и разпространението на гангрена. Сушрута Самхита (4 – 5 век) дава описание, подобно на това на Хипократ, но подчертава чистотата на раната. През 13 век европейски хирурзи като Ланфранк от Милано, Ги Дьо Шолиак, Анри дьо Мондевил и Джон от Арден постигат голям напредък и развитие на хирургичните техники. 
Първото използване на думата „хемороиди“ на английски се среща в 1398 г., получена от старофренски „emorroides“, от латински „hæmorrhoida ae“, на свой ред от гръцки „α ἱ μορροΐς“ ( хаймороис), „кървящ“, от „α ἷ μα“ (хайма), „кръв“ + „ῥόος“ (роос), „изтичане, течение“, произтичащо от „ῥέω“ (рео), „тече“.

## Известни случаи
Бейзболистът от Зала на славата Джордж Брет бе отстранен от игра в шампионата за Световната Купа през 1980 г. поради болки от хемороиди. След като претърпя лека операция, Брет се завръна да играе в следващия мач, като коментира „... проблемите са вече зад гърба ми.“  Брет претърпя още една операция за хемороиди през следващата пролет.
Консервативният политически коментатор Глен Бек се подложи на операция за хемороиди, като впоследствие описа му неприятното си преживяване в популярното от 2008 г. видео по Youtube

## Разпространение
Хемороидите са много често срещани в индустриалните държави. Изчислено е, че докато навършат 50 години повече от половината от американците заболяват от хемороиди. Въпреки това, малък брой хора търсят медицинска помощ. Само 500'000 хиляди души са били лекувани от хемороиди, 10 до 20% от тях са преминали оперативна намеса.
По-нататъшни изследвания като сигмоидоскопия и колоноскопия също могат да бъдат извършени. При сигмоидоскопията се изследва вътрешната повърхност на сигмовидното черво, докато колоноскопията позволява да се прегледа цялото дебело черво. Търсят се разширени съдови пространства, които са признак на тромбоза.

## Лечение
Лечението на хемороидите варира според риска и ефективността. Различните хора подхождат към проблема по различен начин. Някои от начините са изложени по-долу:

### Временно облекчение
За много хора хемороидите са незначително и временно състояние, което ще се излекува от само себе си. В тези случаи се използва измиване, вместо тоалетна хартия (с биде или ръчен душ), студени компреси. Медицински свещички, също облекчават болките в ранни стадии на хемороиди и спират развитието им. Важно правило е аналната област да се поддържа чиста и да се маже с крем (за хемороиди или просто зехтин).

### Природни методи
Някои хора постигат успех с използването на естествени природни методи за лечение и спиране на хронични стадии на хемороиди. Те включват:
- Намаляване на аналното напрежение и постигане на максимално лесно изхождане чрез усвояване на клекнала стойка. Последните научни изследвания показват, че клекналата поза, с колене допрени до гърдите, разтваря оптимално аналният проход и същевременно използва пълноценно коремните мускули за изтласкване и пълно изпразване съдържанието на дебелото черво навън, така намалявайки до минимум налягането върху анусa и максимално улеснявайки дефекацията.
- Използване на билки и хранителни добавки, които заздравяват стените на кръвоносните съдове, като екстракти от конски кестен, бромелан, Styphnolobium и др. Пиенето на чист сок от алое също облекчава подутините и сърбежите.
- Външна употреба на естествени успокояващи агенти, като Алое вера.
- Консумацията на храни богати на баластни вещества като псилиум, пшенични трици, които поддържат съдържанието на червата рехаво и меко, което намалява дразненето на външните хемороиди.
- Седящи вани с подходящи билки – лайка, смрадлика, бреза. Предлагат се и готови билкови смеси. Успокояват възпалението и подпомагат оздравителния процес.

### Традиционно лечение
Някои по-тежки случаи налагат интервенция със следните методи:
- Хемороидолиза/Галванична електротерапия: представлява изсушаване на хемороидите с електрически заряд, безболезнен и високо ефективен метод за бързо прекратяване на развитието на хемороиди.
- Лигатура с гумена лента: прилага се при вътрешни хемороиди под формата на еластична лента, която прекъсва захранването им с кръв. Няколко седмици по-късно обезкръвените хемороиди се олющват и падат по време на изхождане.
- Склеротерапия: склерозант (втвърдяващ агент) се инжектира в хемороидите. Това кара кръвоносните съдове да се откъснат и хемороидите биват изхвърлени.
- Криооперация: хемороидалната тъкан се умъртвява със замразяване. Рядко използван метод днес.
- Лазерна или инфрачервена коагулация: лазер, инфрачервен лъч или електричество се използва за да се изгори болната тъкан.
- Хемороидодектомия: хирургически способ за изрязване и премахване на хемороиди.

В някои случаи (тежки пролапси, опасни тромбози) единственият начин да се помогне е хирургическа намеса.